# 阶梯之间
《阶梯之间》，是安東尼奧·坎波斯创作的一部根据真实事件改编的犯罪类型流媒体电视迷你剧，改编自让-泽维尔·德莱斯垂德创作的 2004 年同名犯罪纪录片。该剧由科林·费尔斯饰演作家迈克尔·彼得森，他因谋杀妻子凯瑟琳·彼得森（托妮·科莱特饰）而被定罪，后来被发现死在他们家的楼梯底下。该系列于 2022年5月5日于HBO Max首播。 

## 故事背景
犯罪小说家迈克尔·彼得森（Michael Peterson ）被指控用棍棒将她打死妻子凯瑟琳（Kathleen），后者被发现死在他们家的楼梯底部。随着调查的深入，彼得森一家人陷入了一场激烈的法律斗争。与此同时，一个法国纪录片团队对这个故事产生了兴趣。

## 演员和角色

### 主要演员
- 科林·费尔斯：饰演迈克尔·彼得森（ Michael Peterson ），一位住在达勒姆的小说家和政治运动者。他的财务和个人生活成为调查和纪录片的焦点
- 托妮·科莱特：饰演凯瑟琳·彼得森（Kathleen Peterson），他的第二任妻子和凯特琳的母亲。她是一位有权势的高管，深受家人和社区的喜爱
- 麥可·斯圖巴：饰演大卫·杜多夫（David Rudolf），迈克尔的律师
- 戴恩·德哈恩：饰演克莱顿·彼得森（Clayton Peterson），迈克尔的第一次婚姻中的长子，他过去有自己的法律问题
- 奥利维亚·德容格：饰演凯特琳·阿特沃特（Caitlin Atwater），凯瑟琳的初婚女儿。她最初支持她的继父
- 帕特里克·施瓦辛格：饰演托德·彼得森 （Todd Peterson），迈克尔第一次婚姻中最小的儿子
- 索菲·特纳：饰演玛格丽特·拉特利夫（Margaret Ratliff），迈克尔的女儿，在她的亲生父母去世后他收养了她
- 奥黛莎·杨：饰演 Martha Ratliff，迈克尔的另一个养女
- 罗斯玛丽·德维特：饰演砍得斯·赞佩里尼（Candace Hunt Zamperini），凯瑟琳的妹妹
- 提姆·基尼：饰演比尔·彼得森（Bill Peterson），迈克尔的兄弟
- 帕克·波西：饰演芙蕾达·布莱克（Freda Black），达勒姆县检察官
- 朱丽叶·比诺什：饰演 Sophie Brunet，原纪录片的编辑
- Vincent Vermignon（法语）：饰演 Jean-Xavier，原纪录片的导演

### 常驻演员
- 乔尔·麦金农·米勒：饰演拉里·波拉德（Larry Pollard），律师，彼得森一家的邻居和朋友
- 玛丽亚·迪齐亚：饰演 Lori Campbell，凯瑟琳和 Candace 的妹妹。
- Susan Pourfar：饰演 德博拉·拉迪施博士（Deborah Radisch），法医
- Justice Leak：饰演汤姆·马尔（Tom Maher）
- 罗伯特·克雷顿：饰演Ron Guerette
- 卡伦·莫斯：饰演吉姆·哈丁（Jim Hardin），另一位达勒姆县检察官，迈克尔此前曾写过专栏攻击他
- 科里·斯科特·艾伦：饰演阿特·赫兰（Art Holland）
- 杰森戴维斯：饰演弗雷德·阿特沃特，凯瑟琳的第一任丈夫和凯特琳的父亲
- 瑞恩·刘易斯：饰演布鲁斯·坎贝尔，洛瑞的丈夫
- 汉娜·普涅夫斯基：饰 Becky，克莱顿的妻子
- 凯文·塞兹摩尔：饰演坎迪斯的丈夫马克·赞佩里尼
- Trini Alvarado：饰演帕特里亚彼得森（Patricia Sue Peterson），迈克尔的第一任妻子，也是托德和克莱顿的母亲
- 丹妮拉·李：饰演Devon
- 泰瑞·维布尔：饰演Sonya Pfeiffer
- 弗兰克·费斯：饰演Denis Poncet
- 安德烈·马丁：饰演Yves，Jean-Xavier 的收音员
- Jean-Luc McMurtry：饰演Gaultier，苏菲的助理编辑
- 莫妮卡·戈斯曼：饰演Agnes

## 集數
| 集數 | 標題                                    | 導演           | 編劇                              | 上線日期      |
| ---- | --------------------------------------- | -------------- | --------------------------------- | ------------- |
| 1    | 911                                     | Antonio Campos | Antonio Campos                    | 2022年5月5日  |
| 2    | Chiroptera                              | Antonio Campos | Maggie Cohn                       | 2022年5月5日  |
| 3    | The Great Dissembler                    | Antonio Campos | Antonio Campos                    | 2022年5月5日  |
| 4    | Common Sense                            | Antonio Campos | Emily Kaczmarek & Craig Shilowich | 2022年5月12日 |
| 5    | The Beating Heart                       | Leigh Janiak   | Craig Shilowich                   | 2022年5月19日 |
| 6    | Red in Tooth and Claw                   | Leigh Janiak   | Emily Kaczmarek                   | 2022年5月26日 |
| 7    | Seek and Ye Shall                       | 待定           | 待定                              | 2022年6月2日  |
| 8    | America's Sweetheart or: Time Over Time | 待定           | 待定                              | 2022年6月9日  |

## 制片

### 发展
该系列是安東尼奧·坎波斯非常感兴趣的一个项目，他于 2008 年便开始对真实犯罪纪录片《楼梯》进行改编剧本。  2019 年 11 月 21 日， Annapurna 电视台宣布该项目已正式投入开发，并将将该项目购买到优质网络和流媒体服务。坎波斯与哈里森福特一起编写了该系列，以及执行制作。  2020 年 9 月 22 日，坎波斯在接受莱恩·约翰逊 ( Rian Johnson ) 采访他的新电影《神弃之地》时透露， HBO Max已经登陆该项目进行开发。  2021 年 3 月 31 日，宣布 HBO Max 已为该项目提供了一个由 8 集组成的限量系列订单，坎波斯将担任节目主持人和 6 集的导演，《美国犯罪故事》的玛吉·科恩 (Maggie Cohn) 将作为编剧、执行官加入制片人，联合节目主持人。此外，福特不再担任执行制片人。 在宣布系列订单时，坎波斯说：
This has been a project I have been working on in one way or another since 2008. It's been a long and winding road, but well worth the wait to be able to find partners like HBO Max, Annapurna, co-showrunner Maggie Cohn and the incredible Colin Firth to dramatize such a complex true-life story.
2021 年 7 月 19 日，Leigh Janiak执导该系列的两集。 该系列于 2022 年 5 月 5 日在HBO Max首播。

### 选角
在 2021 年 3 月被科林·费尔斯取代之前，哈里森·福特是原计划出演迈克尔·彼得森的主角。  2021年4月，托妮·科莱特 (Toni Collette ) 加入剧组担任主角。  罗斯玛丽德维特（ Rosemarie DeWitt） 、朱丽叶比诺什（Juliette Binoche）和帕克·波西（Parker Posey）于 2021 年 5 月加入主要演员阵容，   与苏菲·特纳 、 奥黛莎·杨 、 帕特里克·施瓦辛格 、 丹·德翰 、 奥利维亚·得荣格和Michael Stuhlbarg一起加入下一个月。       2021 年 7 月，蒂姆·吉尼 ( Tim Guinee ) 和文森特·弗米尼翁 （Vincent Vermignon） 加入了该剧的演员阵容。   2021 年 8 月， Leak出演大法官的角色。 

### 拍摄
该系列的主要摄影工作于 2021 年 6 月 7 日在佐治亚州亚特兰大开始，于 2021 年 11 月结束。  

## 评价
该剧获得了相对较好的评价，该系列得到了剧评人的正面评价，并对科林·费尔斯的表演表示赞赏。根据 56 条评论，烂番茄（Rotten Tomatoes）报告了 95% 的认证新鲜度，平均评分为 7.80/10。该网站的评论家一致认为，“对于那些已经熟悉原始纪录片的人来说，《楼梯》并没有多少惊喜，但该剧为这个谜团带来了全新的视角和质感，以及科林·费尔斯的精彩表演。” 与此同时，使用加权平均的Metacritic根据 28 位评论家的评论给出了 80 分（满分 100 分），表明“普遍好评”。豆瓣评分8.5分。